# Édouard Thouvenel
Édouard Antoine Thouvenel, född den 11 november 1818 i Verdun, död den 18 oktober 1866 i Paris, var en fransk diplomat.
Thouvenel blev 1844 attaché vid franska legationen i Bryssel, 1845 legationssekreterare i Aten, 1846 chargé d'affaires och 1849 envoyé i Aten samt efter statskuppen 1851 direktör för politiska avdelningen i utrikesministeriet i Paris. 
Utnämnd till ambassadör i Konstantinopel 1855 och senator 1859, blev Thouvenel utrikesminister i januari 1860. Som sådan visade han skicklighet och moderation, ökade genom expeditionen till Syrien (augusti 1860-juni 1861) Frankrikes prestige i Orienten och vann stora framgångar mot Kina, som tvangs till freden i Peking (25 oktober 1860). 
Thouvenel grundlade genom freden i Saigon (5 juni 1862) franska väldet i Cochinkina. Men det var också under hans ledning av utrikesministeriet, som den olycksbringande expeditionen till Mexiko beslöts och påbörjades. Thouvenel avgick i oktober 1862 från sin plats som utrikesminister på grund av meningsskiljaktigheter med kejsaren i den romerska frågan. 
Med stöd av Thouvenels papper utgav hans son Louis Thouvenel Le secret de l'empereur (2 band, 1889), La Gréce du roi Othon (1890), Nicolas I:er et Napoleon III. Les préliminaires de la guerre de Crimée, 1852-1854 (1891), Trois années de la question d'Orient, 1856-1859 (1897) och Pages de l'histoire du second empire (1903).

## Utmärkelser
- Storkors av Hederslegionen
- Storkors av Guadeloupeorden
- Storkorsriddare med kedja av Heliga gravens orden
- Riddare med storkors av Guelferorden
- Riddare av första klass av Järnkroneorden
- San Marinos orden
- Storofficer av Meschidie-orden
- Stora ordensbandet av Nichan Iftikhar
- Storkorset av Karl III:s orden
- Storkorsriddare av Sankt Mauritius och Sankt Lazarusorden
- Sankt Georgs heliga militära konstantinska orden
- Storkors av Gregoriusorden
- Bayerska kronorden
- Storkors av Frälsarens orden
- Kungliga Serafimerorden
- Svarta örns orden
- Järnkroneorden

[Redigera Wikidata]